# Oligia variegata
Oligia variegata är en fjärilsart som beskrevs av Barend J. Lempke 1942. Oligia variegata ingår i släktet Oligia och familjen nattflyn. Inga underarter finns listade i Catalogue of Life.